# Céphéline
Ne doit pas être confondu avec Céphaline.

La céphéline (céphaéline, déméthylémétine ou dihydropsychotrine) est un alcaloïde de formule C28H38N2O4. C'est un alcaloïde isoquinoléino-monoterpénique issu de la tyrosine ou phénylalanine et du sécologanoside. Elle comporte deux noyaux isoquinoléiques liés par une unité monoterpénique en C9. La céphéline a été isolée par Paul et Cownley en 1894.
La céphaline diffère de l'émétine par l'absence d'un groupe méthyle remplacé par un atome d'hydrogène. Elle est convertie en émétine par méthylation du groupe hydroxyle phénolique C (6).
La céphéline se rencontre chez certaines plantes telles que Carapichea ipecacuanha, Pogonopus tubulosus, etc. C'est après l'émétine, molécule structurellement proche, l'alcaloïde le plus important de l'ipéca, et un inhibiteur de la synthèse des protéines.

## Espèces végétales contenant de la céphéline
Selon Lotus (Natural Products Online) :
- Famille des Rubiaceae :
  - Carapichea ipecacuanha
  - Carapichea klugii
  - Pogonopus tubulosus
  - Psychotria borucana
- Famille des Moraceae :
  - Dorstenia bahiensis
  - Dorstenia barnimiana
  - Dorstenia brasiliensis
  - Dorstenia cayapia
  - Dorstenia contrajerva
  - Dorstenia drakena
  - Dorstenia heringeri
  - Dorstenia lindeniana
  - Dorstenia psilurus
- Famille des Cornaceae :
  - Alangium lamarckii
  - Alangium longiflorum